# أوزفالدو أرديليس
أوزفالدو أرديليس (بالإنجليزية: Osvaldo Ardiles)‏، من مواليد 3 أغسطس 1952 في بيلفيل في الأرجنتين، لاعب كرة قدم أرجنتيني سابق، ومدرب كرة قدم أرجنتيني حالي.
لعب لتوتنهام هوتسبرز في السبعينات ودربه موسم 1995-1996
لعب مع منتخب الأرجنتين لكرة القدم.

## وصلات خارجية
- أوزفالدو أرديليس على موقع IMDb (الإنجليزية)
- أوزفالدو أرديليس على موقع ألو سيني (الفرنسية)
- أوزفالدو أرديليس على موقع قاعدة بيانات الفيلم (الإنجليزية)
- أوزفالدو أرديليس على موقع الاتحاد الدولي (مؤرشف)  (الإنجليزية)
- أوزفالدو أرديليس على موقع قاعدة بيانات كرة القدم.إي يو (الإنجليزية)
- أوزفالدو أرديليس على موقع ليكيب (الفرنسية)
- أوزفالدو أرديليس على موقع ناشيونال فوتبول تيمز (الإنجليزية)
- أوزفالدو أرديليس على موقع Soccerbase.com (مدرب) (الإنجليزية)
- أوزفالدو أرديليس على موقع Soccerway.com (الإنجليزية)
- أوزفالدو أرديليس على موقع عالم كرة القدم.نت (الإنجليزية)